# ロナルド・チェン
ロナルド・チェン（鄭中基, 1972年3月9日 - ）は、香港の歌手。
父親は香港きっての大手レコード会社である金牌大風（Gold Typhoon）の前CEOで、ポリグラムアジア太平洋地区の元CEOのノーマン・チェン（鄭東漢）。
日本での知名度はあまりないが、香港では歌手活動の他、俳優としても知られており、2013年度第32回香港電影金像奨においては最優秀助演男優賞を受賞している。

## 人物
2006年に香港の人気アイドルユニット「ツインズ」のシャーリーン・チョイと結婚するも、2010年に離婚した。
その後、2011年7月にアナウンサーの余思敏（サミー・ユー）と再婚し、娘が1歳を過ぎたら披露宴を開く予定と発表。

## 代表曲
- 天才與白痴（サミュエル・ホイのカヴァー）
- 左右為難（張學友とのデュエット）

## 出演作品

### テレビドラマ（TVB）
- 廉政追緝令（1997年）
- 縁份無辺界（2000年）
- 錦繍良縁（2001年）- 程智勇 役
- 我要Fit一Fit（2002年） - 蘇炳文（So Man） 役
- バーチュース・オブ・ハーモニー（2004年） - 招財（ゲスト） 役

### 映画
2000年
- 十二夜

2001年
- 月滿抱西環
- 不死情謎（邦題『バレット・オブ・ラブ』）
- 愛君如夢（邦題『ダンス・オブ・ドリーム』）

2003年
- 行運超人 - 断蟹 役
- 龍咁威2003 - 龍威 役
- 金雞2

2004年
- 我要做Model
- 追撃8月15 - 何若智 役

2005年
- 喜馬拉雅星
- 龍咁威2 - 龍威 役

2006年
- 春田花花同学会
- 至尊無頼
- 黒拳 - キャプテン 役
- 三分鐘先生 - 鍾世傑 役

2007年
- 心想事成 - 雷震子 役
- 老港正伝 - 左忠 役

2008年
- 内衣少女
- 狼牙

2009年
- 家有囍事2009 - 余宝 役
- 機器侠（邦題『カンフーサイボーグ』） - 小江先生 役（2009年の東京国際映画祭で上映後、2011年に日本公開）

2010年
- 花田囍事2010
- 越光寶盒

2011年
- 無價之寶 - 高大龍
- 最強囍事 - 外賣仔

2012年
- 八星報喜 - Shalala
- 男人如衣服 - 阿費
- 低俗喜劇（邦題『低俗喜劇』） - 暴龍
- 四大名捕（邦題『ドラゴン・フォー 秘密の特殊捜査官/隠密』） - 追命

2013年
- 百星酒店 - 包定
- 笑功震武林 - 小喇叭
- 四大名捕2（邦題『ドラゴン・フォー2 秘密の特殊捜査官/陰謀』） - 追命

2014年
- 六福喜事
- 金雞SSS
- 四大名捕大結局（邦題『ドラゴン・フォー3 秘密の特殊捜査官/最後の戦い』） - 追命
- 特殊身份（邦題『スペシャルID 特殊身分』） - チャン警部

## アルバム
- 左右為難（1996年4月26日、中国語）
- 別愛我（1996年11月28日、中国語）
- 情深（1997年4月16日、広東語）
- 最愛的人不是你（1997年4月27日、中国語）
- 絕口不提！愛你（1997年5月1日、中国語）
- 戒情人（1997年11月1日、中国語）
- 時間 人物 地點（新曲+精選）（1998年4月3日、中国語/広東語）
- 敵人（1998年6月30日、中国語）
- 我真的可以（1999年4月1日、中国語）
- One More Time（1999年12月21日、広東語）
- 聲聲愛你（新曲+精選）（1999年12月27日、中国語）
- 緣份無邊界精選集（2000年3月14日、中国語/広東語）
- 真朋友（2000年7月11日、中国語）
- 安可Encore（新曲+精選）（2002年10月2日、中国語）
- 唔該，救救我（2003年5月23日、広東語）
- 唔該 救救我 火紅火熱版（2003年8月22日、広東語）
- Before After 無賴（2005年8月10日、広東語）
- 正宗K（新曲+精選）（2006年4月21日、中国語/広東語）
- 怪胎（新曲+精選）（2008年9月5日、中国語/広東語）
- 金牌10年精選系列（2012年11月13日、中国語/広東語）